# Törnebyslätt
Törnebyslätt är en ort i Kalmar kommun, Kalmar län. Den omfattar bebyggelse just väster om Kalmar i bostadsområdet Törnebylund. Den klassades som småort mellan 1995 och 2005. Mellan 2015 och 2020 avgränsades här åter en småort.